# Acroricnus seductor
Acroricnus seductor es una especie de avispa del género Acroricnus, familia Ichneumonidae. Fue descrita por Giovanni Antonio Scopoli en 1786.

## Biología
Estas avispas icneumónidas parasitan las larvas de Sceliphron spirifex, Sceliphron destillatoria y Sceliphron caementarium. Las hembras de esta especie depositan huevos insertando el ovipositor a través de la pared de barro del nido de su hospedador.

## Subespecies
Sus subespecies son:
- Acroricnus seductor elegans Mocsáry, 1883
- Acroricnus seductor syriacus Mocsáry, 1883
- Acroricnus seductor seductor[5][6]

## Distribución
Se distribuye por el Próximo Oriente, el norte de África y en la región indomalaya.